# 安達ヶ原
安達ケ原（あだちがはら）とは、福島県・中通り地方に属する二本松市にある地名である。古くは、陸奥国安達郡の地名であり、現在の二本松市及び周辺の地名を指していたと考えられている。日本文学作品や日本古典芸能作品にも表れる地名である。
なお鬼婆伝説をともなう「安達ヶ原」という地名は青森県五戸町や埼玉県さいたま市大宮区にもある（後者は「足立ヶ原」という説もあり）。

## 地名の由来

### 安達郡前史
古代律令制において、七道制及び国郡里制がひかれ、その内東山道内に陸奥国安積郡が置かれた。

### 安達郡の成立
延喜六年正月九日（906年2月5日）安積郡から入野・佐戸の2郷を割き新たに安達郷を立てて3郷からなる安達郡を分立した（『延喜式』民部省頭註）。この頃までには、東山道の駅伝制度が確立し、安達（旧：安達町）及び湯日（旧：油井村?）の駅が置かれたと推定されている。但し、駅伝制度によれば、30里（約16km）に付き駅が置かれたとあるため、距離としては湯日が本宮または郡山、安達が二本松または安達の可能性が高い。

### 結論
よって「安達ケ原」という名称は、「安達（又は安達郡）にある野原」位の意味であると推定されており、その付近を指していたと思われる。このため、平凡社の世界大百科辞典などの記述では、安達太良山南東麓の本宮盆地を指している可能性も指摘されている。なお、寛政12年（1800年）に秦檍麻呂らによって描かれた「大日本國東山道陸奥州驛路圖 5巻」には、二本松城市が郡山寄りに描かれ、由井沢が福島寄りに描かれている。その距離は7丁とある。また、大平村の黒塚も描かれている。

## 地区の地理
現在の安達ケ原地区は、江戸末期においては、安達郡大平村の北部にあったと考えられている。大平村の二本松市への編入により、現在は安達ケ原と呼ばれるようになった。市内東部を流れる阿武隈川が東へ屈曲する東岸に位置する台地状の地形部にある。なお、江戸時代から明治期に整備された奥州街道（国道4号）は、阿武隈川の西側に位置しており、直接的に安達ケ原地区に接続していたわけではない。そのため、後述する松尾芭蕉や正岡子規が「黒塚」を訪問した時には、油井村との間に敷設されていた渡し船（供中の渡し）を通って、訪問したものと考えられる。
なお、安達ケ原地区は、昭和23年（1948年）に福島県によって指定された、霞ヶ城県立自然公園の一部をなしている。そのため、公園面積の比率の大きな地区でもある。

### 公共施設
| 名称                         | 所在地               | 種類                | その他                          |
| ---------------------------- | -------------------- | ------------------- | ------------------------------- |
| 安達ケ原コミュニティセンター | 安達ケ原3丁目63      | 公民館              |                                 |
| 思いやりふれあいセンター     | 安達ケ原1丁目284 - 1 | 就労継続支援B型事業 | 社会福祉法人 あだち福祉会運営   |
| ケアハウス芳菊園             | 安達ケ原1丁目291 - 1 | 軽費老人ホーム      | 社会福祉法人 あだち福祉会運営   |
| 老人ホーム安達ケ原あだたら荘 | 安達ケ原1丁目291 - 1 | 特別養護老人ホーム  | 社会福祉法人 あだち福祉会運営   |
| 菊の里工房はっち             | 安達ヶ原2丁目204 - 1 | 就労継続支援B型事業 | 社会福祉法人 あおぞら福祉会運営 |

### 公園施設
| 名称               | 所在地           | 種類         | その他                                         |
| ------------------ | ---------------- | ------------ | ---------------------------------------------- |
| 安達ケ原公園       | 安達ヶ原4丁目100 | 公園         | 桜の名勝                                       |
| 安達ケ原ふるさと村 | 安達ヶ原4丁目100 | テーマパーク | 五重の塔、先人館、子供館、ふるさと館、古民家群 |

### 史跡[6][7]
| 名称           | 所在地               | 種別   | その他               |
| -------------- | -------------------- | ------ | -------------------- |
| 黒塚           | 安達ヶ原4丁目地内    | 塚     | おくのほそ道の風景地 |
| 真弓山観世寺   | 安達ケ原4丁目126     | 寺院   | おくのほそ道の風景地 |
| 雷神社         | 安達ケ原7丁目57      | 神社   |                      |
| 伏見稲荷大明神 | 安達ケ原2丁目127 - 2 | 神社   |                      |
| 子守地蔵堂     | 安達ケ原1丁目32 - 1  | 地蔵堂 |                      |
| 忍善寺         | 安達ケ原2丁目126 - 1 | 寺院   |                      |

その他の史跡としては、油井村との間に渡し船（供中の渡し）があり、その地は安達ヶ橋の50から60メートル下流にあったと推定されている。

### 日本文学史上の足跡
歴史的には、元禄2年（1689年）に松尾芭蕉が「おくのほそ道」を執筆中に、地区内にある「黒塚」へ立ち寄り、明治26年（1893年）7月22日に正岡子規も同じく立ち寄ったとされている。また、和歌集に出て来る歌人の内、東国に赴任した者が居て、その地に立ち寄りはしなかったが、安達郡を治めていた郡司からの話により、歌を詠むきっかけを得たものが居たと思われる。

### 日本文学との関係
地区においては、鬼婆伝説が伝承されており、歌謡の枕言葉となった「黒塚」も地区内にあるとされる。更に、古今和歌集において、「とりもの＝（猟師）」作とされた歌があり、遥か昔より猟師が住んでいた事もうかがわせる。実際に、「続日本紀」によれば霊亀1年（715年）には、「勧農の詔が出て、関東地方の民一千戸を陸奥に移し開拓させる」とある。しかしながら、まだ未熟な農業技術であり、半農半狩の文化が存在しており、高度な弓を作る技術も伝承されていたと考えられる。それが故に、安達といえば名産品が「真弓」という朝廷側の認識もあったと思われる。

### 鬼婆伝説との関係
「鬼婆（地区では"いわて"と称される）伝説」に直接関連する場所、並びに、鬼婆の遺品とされる展示物を扱っているのが、真弓山観世寺であるとされる。真弓山観世寺の内部に存在する、正岡子規の句碑があり「涼しさや聞けば昔は鬼の家」と詠んだとされる。正岡子規が立ち寄ったのは、歌枕にある「黒塚」を自らの目で確かめることによって、古典日本文学における「真」を追求しようとしていたからと思われる。

## 日本文学等への影響
拾遺和歌集の平兼盛の歌により「安達ケ原」は鬼伝説と結びつくことになり、文学作品の題材やモチーフとして使われるようになった。詳細は「黒塚」の項、参照の事。ただし、以下の和歌にもあるように、その他の和歌では、鬼伝説または鬼婆伝説と結びつくようなものはない。なぜ鬼婆伝説が生まれたのかについては定かではないが、古代律令の時代、特に坂上田村麻呂の蝦夷討伐遠征以降、東山道の陸奥方面においては、刑罰としての流罪（つまり、罪を犯したものが居住地を追われ流された）の場所としての意味合いがあった可能性がある。そのため、当該地においては蝦夷対策として、または俘虜が東山道を通じて都までこないようにするための作り話であった可能性も否定できない。
なお、和歌に於て「真弓（まゆみ）」という言葉が出てくるが、「檜（ひのき）= japanese cypress」で作られた「弓（bow）」の事であり安達地方の名産品として、朝廷へ献上された事によるものと解釈されている。これは、古代律令制における税制である「租庸調」の内、調（絹織物や名産品）を朝廷へ収めた事によるものと推定されている。

### 安達ケ原に関する和歌（例）[11][12]
以下の和歌は、引用元のサイトより。
| 短歌                                                           | 収録歌集       | 作者             | 成立年代 |
| -------------------------------------------------------------- | -------------- | ---------------- | -------- |
| みちのくの 安達のまゆみ わがひかば 末さへよりこ しのびしのびに | 古今和歌集     | とりもののうた   | 900年代  |
| 陸奥の 安達ケ原の 黒塚に 鬼こもれりと きくはまことか           | 拾遺和歌集     | 平兼盛           | 1000年代 |
| 陸奥の 安達ケ原の 白真弓 心こはくも 見ゆる 君かな              | 拾遺和歌集     | 読み人しらず     | 1000年代 |
| 陸奥の 安達の真弓 ひくやとて 君にわが身を まかせつるかな       | 後拾遺和歌集   | 源重之           | 1080年代 |
| 知らざりし 安達の原の 仮寝にも 聲なつかしき ほととぎすかな     | 為忠家後度百首 | 藤原俊成         | 1135年頃 |
| おもひやる よその村雲 時雨れつつ 安達ケ原に もみじしぬらむ     | 新古今和歌集   | 源重之           | 1210年代 |
| 時雨ゆく 安達ケ原の 薄霧に まだ朽ち果てぬ 秋ぞのこれる         | 拾遺愚草       | 藤原定家         | 1230年代 |
| 朝まだき しのぶもぢずり うちはらひ 安達が原の 雪見るや誰       | 新勅撰和歌集   | 藤原清輔         | 1230年代 |
| そなたより 霞やしたに いそぐらむ あだちの眞弓 春はとなりと     | 内裏百首       | 藤原定家         | 1215年頃 |
| わがためは これや安達の 黒塚に 夕草わけて 人は入りにき         | 続拾遺和歌集   | 藤原行能         | 1250年代 |
| 陸奥の しのぶのたかを 手にすえて 安達の原を ゆくはたか子ぞ     | 夫木和歌集     | 能因法師         | 1310年代 |
| これやさは 安達の真弓 今こそは 思ひためたる ことも語らぬ       | 風雅和歌集     | 三条院女蔵人左近 | 1340年代 |
| うらやまし 安達の原の 反り檀弓 そりはてましを 引き返しけむ     | 住吉百首       | 藤原俊成         | 1495年   |

### 鬼婆伝説に関連する作品名（例）
以下の作品群は、検索キーワード”あだちがはら”もしくは”安達ケ原”にて、DuckDuckGoで検索した結果である。
| 種別             | タイトル              | 初出                                                                         | 作者               | その他                                                                   |
| ---------------- | --------------------- | ---------------------------------------------------------------------------- | ------------------ | ------------------------------------------------------------------------ |
| 能楽             | 黒塚                  | 成立年代 未詳、近江能か（室町時代）                                          | 不明               | 観世流では『安達原』（読みは「あだちがはら」）の題で演じられる。         |
| 長唄・歌舞伎舞踊 | 安達ケ原              | 成立年代不明                                                                 | 不明               |                                                                          |
| 長唄・浄瑠璃     | 奥州安達ケ原          | 宝暦12年（1762年）大坂竹本座初演                                             | 近松半二ほか合作   | 明治27年（1894年）10月24日、松本平助：著、田中幸次郎：発行にて出版。     |
| 小説             | 安達ヵ原              | 博文館、明治29年（1896年）1月出版                                            | 巌谷小波、小堀靹音 | 大江小波：述、東屋西丸：記、小堀靹音：畫 （日本昔噺 / 漣山人編, 第17編） |
| 童話             | 安達ケ原              | 「日本童話寳玉集」、富山坊、1921年12月-1922年4月出版                         | 楠山正雄           | 民話集（口頭伝承より平易な日本語で書かれた話）                           |
| 紀行文           | 安達ケ原の鬼婆        | 「郷土趣味」、郷土趣味社、3巻12号／通巻36号、1922年12月発行                  | 田中緑紅           | 論文名：奥羽土俗めぐり                                                   |
| 漫画             | 安達が原              | 「週刊少年ジャンプ」、集英社、1971年3月22日号                                | 手塚治虫           | SF短編漫画、後にアニメ化                                                 |
| TVドラマ         | 怪談 奥州安達ケ原     | 日本名作怪談劇場（12話）、歌舞伎座テレビ・東京12チャンネル、1979年9月5日放送 | 西川清之           | ジャパンホームビデオからビデオ化、1987年8月5日。媒体：VHS                |
| 小説             | 黒塚 ＫＵＲＯＺＵＫＡ | 集英社ノベルズ、集英社、2000年8月発売                                        | 夢枕獏             | SF長編小説、後にアニメ化                                                 |
| 小説             | 安達ケ原の鬼密室      | 講談社ノベルズ、講談社。2003年3月14日発売                                    | 歌野晶午           | 推理小説                                                                 |
| 漫画             | 安達ケ原は遠すぎる    | コミックレガリア、A-WAGON、2020年1月31日発売                                 | 井出智香恵         | 女性漫画：推理・サスペンス 全1巻完結                                     |